# Ephippiochthonius poseidonis
Espèce
Synonymes
- Chthonius poseidonis Gardini, 1993

Ephippiochthonius poseidonis est une espèce de pseudoscorpions de la famille des Chthoniidae.

## Distribution
Cette espèce est endémique de Sardaigne en Italie. Elle se rencontre dans les grottes Grotta di Nettuno et Grotta del Soffio à Alghero, dans la grotte Grotta di Cappas à Cuglieri et dans la grotte Grotta Tuva ‘e Mare à Mara.

## Description
Les mâles mesurent de 1,8 à 2,3 mm et les femelles de 2,2 à 2,5 mm.

## Publication originale
- Gardini, 1993 : Chthonius (E.) poseidonis (Pseudoscorpionida, Chthoniidae) nuova specie cavernicola della Nurra (Sardegna nord-occidentale). Bollettino della Societa Sarda di Scienze Naturali, vol. 29, p. 75-83.